# Anthony Deroin
Anthony Deroin (Caen, 15 marzo 1979) è un ex calciatore francese, di ruolo centrocampista.

## Palmarès

### Club

#### Competizioni nazionali
- Ligue 2: 1

Caen: 2009-2010